# Lista siturilor arheologice din județul Buzău - I
Lista siturilor arheologice din județul Buzău - I conține toate siturile arheologice din județul Buzău înscrise în Repertoriul Arheologic Național (RAN) și aflate în localități al căror nume începe cu litera I. RAN este administrat de Ministerul Culturii și Patrimoniului Național și cuprinde date științifice, cartografice, topografice, imagini și planuri, precum și orice alte informații privitoare la zonele cu potențial arheologic, studiate sau nu, încă existente sau dispărute.
Puteți căuta un sit din localitățile care încep cu litera I folosind formularul de mai jos sau puteți naviga prin toate siturile din județ la Lista siturilor arheologice din județul Buzău.
| Cod RAN                                  | Denumire | Localitate                          | Adresă         | Datare                               | Descoperit | Coordonate | Imagine           | Erori            |
| ---------------------------------------- | --- | ----------------------------------- | -------------- | ------------------------------------ | ---------- | ---------- | ----------------- | ---------------- |
| 45076.01.01                              | Așezarea medievală de la Izvoru Dulce / ansamblu anonim (Categorie: locuire civilă) (Tip: Așezare)                                 | sat Izvoru Dulce, comuna Beceni     |                |                                      |            |            | Încărcați imagine | Raportați eroare |
| 46894.01.01                              | Așezarea hallstattiană de la Ileana / ansamblu anonim (Categorie: locuire civilă) (Tip: Așezare)                                   | sat Ileana, comuna Glodeanu Sărat   |                |                                      |            |            | Încărcați imagine | Raportați eroare |
| 47514.08.01                              | Situl arheologic de la Izvoru Dulce - "cartier Bărcănița" / ansamblu anonim (Categorie: locuire) (Tip: Necropolă)                  | sat Izvoru Dulce, comuna Merei      |                |                                      |            |            | Încărcați imagine | Raportați eroare |
| 47514.08.02                              | Situl arheologic de la Izvoru Dulce - "cartier Bărcănița" / ansamblu anonim (Categorie: locuire) (Tip: Așezare)                    | sat Izvoru Dulce, comuna Merei      |                | sec. IV - III a. Chr.                |            |            | Încărcați imagine | Raportați eroare |
| 47514.08.03                              | Situl arheologic de la Izvoru Dulce - "cartier Bărcănița" / ansamblu anonim (Categorie: locuire) (Tip: Așezare)                    | sat Izvoru Dulce, comuna Merei      |                | sec. II - III                        |            |            | Încărcați imagine | Raportați eroare |
| 47514.08.04                              | Situl arheologic de la Izvoru Dulce - "cartier Bărcănița" / ansamblu anonim (Categorie: locuire) (Tip: Așezare)                    | sat Izvoru Dulce, comuna Merei      |                | sec. IV - VI                         |            |            | Încărcați imagine | Raportați eroare |
| 47514.07.01                              | Situl arheologic Biserica medievală de la Izvoru Dulce / ansamblu anonim (Categorie: structură de cult/religioasă) (Tip: Biserică) | sat Izvoru Dulce, comuna Merei      |                | sec. XVI - XVIII                     |            |            | Încărcați imagine | Raportați eroare |
| 49180.02.01                              | Situl arheologic de la Istrița de Jos - "Movila Bariera" / ansamblu anonim (Categorie: locuire) (Tip: Sit)                         | sat Istrița de Jos, comuna Săhăteni | Movila Bariera |                                      |            |            | Încărcați imagine | Raportați eroare |
| 49180.02.02                              | Situl arheologic de la Istrița de Jos - "Movila Bariera" / ansamblu anonim (Categorie: locuire) (Tip: Sit)                         | sat Istrița de Jos, comuna Săhăteni | Movila Bariera | sec. IV - V                          |            |            | Încărcați imagine | Raportați eroare |
| 49180.01.01 (Cod LMI: BZ-I-m-B-02236.03) | Situl arheologic de la Istrița de Jos - "La movilă" / ansamblu anonim (Categorie: locuire) (Tip: Așezare)                          | sat Istrița de Jos, comuna Săhăteni | La movilă      | Sântana de Mureș - Cerneahov sec. IV |            |            | Încărcați imagine | Raportați eroare |
| 49180.01.02 (Cod LMI: BZ-I-m-B-02236.04) | Situl arheologic de la Istrița de Jos - "La movilă" / ansamblu anonim (Categorie: locuire) (Tip: Necropolă)                        | sat Istrița de Jos, comuna Săhăteni | La movilă      | Sântana de Mureș - Cerneahov sec. IV |            |            | Încărcați imagine | Raportați eroare |
| 49180.01.03 (Cod LMI: BZ-I-m-B-02236.02) | Situl arheologic de la Istrița de Jos - "La movilă" / ansamblu anonim (Categorie: locuire) (Tip: Așezare)                          | sat Istrița de Jos, comuna Săhăteni | La movilă      | sec. XVI-XVIII                       |            |            | Încărcați imagine | Raportați eroare |
| 49180.01.04 (Cod LMI: BZ-I-m-B-02236.01) | Situl arheologic de la Istrița de Jos - "La movilă" / ansamblu anonim (Categorie: locuire) (Tip: Necropolă)                        | sat Istrița de Jos, comuna Săhăteni | La movilă      | sec. XVIII - XIX                     |            |            | Încărcați imagine | Raportați eroare |
| 47514.06.01 (Cod LMI: BZ-I-m-B-02237.08) | Așezarea Monteoru de la Izvoru Dulce - "Pe Grui" / ansamblu anonim (Categorie: locuire) (Tip: Așezare)                             | sat Izvoru Dulce, comuna Merei      | Pe Grui        | Monteoru                             |            |            | Încărcați imagine | Raportați eroare |
| 47514.04.01 (Cod LMI: BZ-I-m-B-02237.10) | Situl arheologic de la Izvoru Dulce - "Valea Seacă" / ansamblu anonim (Categorie: descoperire funerară) (Tip: Necropolă)           | sat Izvoru Dulce, comuna Merei      | Valea Seacă    | sec.VI - V a. Chr.                   |            |            | Încărcați imagine | Raportați eroare |
| 47514.04.02 (Cod LMI: BZ-I-m-B-02237.09) | Situl arheologic de la Izvoru Dulce - "Valea Seacă" / ansamblu anonim (Categorie: descoperire funerară) (Tip: Necropolă)           | sat Izvoru Dulce, comuna Merei      | Valea Seacă    | sec. IV - V                          |            |            | Încărcați imagine | Raportați eroare |
| 47514.05.01 (Cod LMI: BZ-I-m-B-02237.01) | Așezarea Dridu de la Izvoru Dulce - "Aprodești" / ansamblu anonim (Categorie: locuire) (Tip: Așezare)                              | sat Izvoru Dulce, comuna Merei      | Aprodești      | Dridu sec. VIII - XI                 |            |            | Încărcați imagine | Raportați eroare |
| 47514.03.01 (Cod LMI: BZ-I-m-B-02237.07) | Situl arheologic de la Izvoru Dulce - "Țigănie" / ansamblu anonim (Categorie: locuire civilă) (Tip: Așezare)                       | sat Izvoru Dulce, comuna Merei      | Țigănie        | sec. II - III                        |            |            | Încărcați imagine | Raportați eroare |
| 47514.03.02 (Cod LMI: BZ-I-m-B-02237.06) | Situl arheologic de la Izvoru Dulce - "Țigănie" / ansamblu anonim (Categorie: locuire civilă) (Tip: Așezare)                       | sat Izvoru Dulce, comuna Merei      | Țigănie        | sec. IV - VI                         |            |            | Încărcați imagine | Raportați eroare |
| 47514.02.01 (Cod LMI: BZ-I-m-B-02237.03) | Situl arheologic de la Izvoru Dulce - "Pe Coturi" / ansamblu anonim (Categorie: locuire) (Tip: Așezare)                            | sat Izvoru Dulce, comuna Merei      | Pe Coturi      | sec. VI - VII                        |            |            | Încărcați imagine | Raportați eroare |
| 47514.02.02 (Cod LMI: BZ-I-m-B-02237.02) | Situl arheologic de la Izvoru Dulce - "Pe Coturi" / ansamblu anonim (Categorie: locuire) (Tip: Așezare)                            | sat Izvoru Dulce, comuna Merei      | Pe Coturi      | Dridu sec. VIII - XI                 |            |            | Încărcați imagine | Raportați eroare |
| 47514.01.01 (Cod LMI: BZ-I-m-B-02237.05) | Situl arheologic de la Izvoru Dulce - "Cerchez" / ansamblu anonim (Categorie: locuire) (Tip: Așezare)                              | sat Izvoru Dulce, comuna Merei      | Cerchez        |                                      |            |            | Încărcați imagine | Raportați eroare |
| 47514.01.02 (Cod LMI: BZ-I-m-B-02237.04) | Situl arheologic de la Izvoru Dulce - "Cerchez" / ansamblu anonim (Categorie: locuire) (Tip: Așezare)                              | sat Izvoru Dulce, comuna Merei      | Cerchez        | sec II - X                           |            |            | Încărcați imagine | Raportați eroare |